# Seznam vesnických památkových rezervací v Česku
Toto je seznam vesnických památkových rezervací v Česku.
V Česku se na konci roku 2022 nacházelo 61 vesnických památkových rezervací.

## Seznam
| Kraj                 | Okres              | Rejstříkové číslo | Název                       | Rok vyhlášení |
| -------------------- | ------------------ | ----------------- | --------------------------- | ------------- |
| hlavní město Praha   | obvod Praha 5      | 1054 (Pk)         | Stodůlky                    | 1995          |
| hlavní město Praha   | obvod Praha 6      | 1055 (Pk)         | Ruzyně                      | 1995          |
| Středočeský kraj     | Kladno             | 1056 (Pk)         | Třebíz                      | 1995          |
| Středočeský kraj     | Mělník             | 1057 (Pk)         | Dobřeň                      | 1995          |
| Středočeský kraj     | Mělník             | 1058 (Pk)         | Nosálov                     | 1995          |
| Středočeský kraj     | Mělník             | 1059 (Pk)         | Nové Osinalice              | 1995          |
| Středočeský kraj     | Mělník             | 1060 (Pk)         | Olešno                      | 1995          |
| Středočeský kraj     | Mladá Boleslav     | 1061 (Pk)         | Mužský                      | 1995          |
| Středočeský kraj     | Mladá Boleslav     | 1062 (Pk)         | Víska                       | 1995          |
| Středočeský kraj     | Nymburk            | 1063 (Pk)         | Bošín                       | 1995          |
| Středočeský kraj     | Praha-západ        | 1064 (Pk)         | Dobrovíz                    | 1995          |
| Středočeský kraj     | Příbram            | 1065 (Pk)         | Drahenice                   | 1995          |
| Jihočeský kraj       | České Budějovice   | 1066 (Pk)         | Holašovice                  | 1995          |
| Jihočeský kraj       | České Budějovice   | 1067 (Pk)         | Malé Chrášťany              | 1995          |
| Jihočeský kraj       | České Budějovice   | 1068 (Pk)         | Mazelov                     | 1995          |
| Jihočeský kraj       | České Budějovice   | 1069 (Pk)         | Plástovice                  | 1995          |
| Jihočeský kraj       | České Budějovice   | 1070 (Pk)         | Záboří                      | 1995          |
| Jihočeský kraj       | Prachatice         | 1071 (Pk)         | Dobrá                       | 1995          |
| Jihočeský kraj       | Prachatice         | 1072 (Pk)         | Stachy                      | 1995          |
| Jihočeský kraj       | Prachatice         | 1073 (Pk)         | Vodice                      | 1995          |
| Jihočeský kraj       | Prachatice         | 1074 (Pk)         | Volary                      | 1995          |
| Jihočeský kraj       | Strakonice         | 1075 (Pk)         | Nahořany                    | 1995          |
| Jihočeský kraj       | Tábor              | 1076 (Pk)         | Klečaty                     | 1995          |
| Jihočeský kraj       | Tábor              | 1077 (Pk)         | Komárov                     | 1995          |
| Jihočeský kraj       | Tábor              | 1078 (Pk)         | Mažice                      | 1995          |
| Jihočeský kraj       | Tábor              | 1079 (Pk)         | Vlastiboř                   | 1995          |
| Jihočeský kraj       | Tábor              | 1080 (Pk)         | Zálší                       | 1995          |
| Jihočeský kraj       | Tábor              | 1081 (Pk)         | Záluží                      | 1995          |
| Plzeňský kraj        | Klatovy            | 1084 (Pk)         | Dobršín                     | 1995          |
| Plzeňský kraj        | Plzeň-město        | 1085 (Pk)         | Plzeň 2-Božkov              | 1995          |
| Plzeňský kraj        | Plzeň-město        | 1086 (Pk)         | Plzeň 8-Černice             | 1995          |
| Plzeňský kraj        | Plzeň-město        | 1087 (Pk)         | Plzeň 2-Koterov             | 1995          |
| Plzeňský kraj        | Rokycany           | 1088 (Pk)         | Ostrovec                    | 1995          |
| Karlovarský kraj     | Cheb               | 1082 (Pk)         | Doubrava                    | 1995          |
| Karlovarský kraj     | Cheb               | 1083 (Pk)         | Nový Drahov                 | 1995          |
| Ústecký kraj         | Děčín              | 1093 (Pk)         | Rumburk-Šmilovského ulička  | 1995          |
| Ústecký kraj         | Litoměřice         | 1096 (Pk)         | Starý Týn                   | 1995          |
| Ústecký kraj         | Ústí nad Labem     | 1097 (Pk)         | Zubrnice                    | 1995          |
| Liberecký kraj       | Česká Lípa         | 1089 (Pk)         | Janovice                    | 1995          |
| Liberecký kraj       | Česká Lípa         | 1090 (Pk)         | Lhota                       | 1995          |
| Liberecký kraj       | Česká Lípa         | 1091 (Pk)         | Rané                        | 1995          |
| Liberecký kraj       | Česká Lípa         | 1092 (Pk)         | Žďár                        | 1995          |
| Liberecký kraj       | Jablonec nad Nisou | 1094 (Pk)         | Jizerka                     | 1995          |
| Liberecký kraj       | Jablonec nad Nisou | 1095 (Pk)         | Železný Brod-Trávníky       | 1995          |
| Liberecký kraj       | Semily             | 1101 (Pk)         | Horní Štěpanice             | 1995          |
| Liberecký kraj       | Semily             | 1102 (Pk)         | Lomnice nad Popelkou-Karlov | 1995          |
| Královéhradecký kraj | Jičín              | 1099 (Pk)         | Vesec                       | 1995          |
| Královéhradecký kraj | Náchod             | 1100 (Pk)         | Křinice                     | 1995          |
| Pardubický kraj      | Chrudim            | 1098 (Pk)         | Hlinsko-Betlém              | 1995          |
| kraj Vysočina        | Třebíč             | 1106 (Pk)         | Dešov                       | 1995          |
| kraj Vysočina        | Žďár nad Sázavou   | 1109 (Pk)         | Krátká                      | 1995          |
| kraj Vysočina        | Žďár nad Sázavou   | 1110 (Pk)         | Křižánky                    | 1995          |
| Jihomoravský kraj    | Břeclav            | 1103 (Pk)         | Pavlov                      | 1995          |
| Jihomoravský kraj    | Hodonín            | 1104 (Pk)         | Blatnice-Stará Hora         | 1995          |
| Jihomoravský kraj    | Hodonín            | 1046 (Pk)         | Petrov-Plže                 | 1983          |
| Olomoucký kraj       | Olomouc            | 1112 (Pk)         | Příkazy                     | 1995          |
| Moravskoslezský kraj | Bruntál            | 1111 (Pk)         | Heřmanovice                 | 1995          |
| Moravskoslezský kraj | Opava              | 1113 (Pk)         | Lipina                      | 1995          |
| Zlínský kraj         | Kroměříž           | 1105 (Pk)         | Rymice-Hejnice              | 1995          |
| Zlínský kraj         | Uherské Hradiště   | 1107 (Pk)         | Veletiny-Stará Hora         | 1995          |
| Zlínský kraj         | Uherské Hradiště   | 1108 (Pk)         | Vlčnov-Kojiny               | 1995          |